# 玉名市図書館
玉名市図書館（たまなしとしょかん）は、熊本県玉名市が運営する市立の公共図書館の総称。
玉名市には玉名市民図書館、玉名市岱明図書館、玉名市横島図書館、玉名市天水図書館の4つの図書館がある。図書貸し出しカードは共通であり、すべての図書館で貸出と返却が可能である。インターネットを使った予約や蔵書検索ができる。

## 沿革
- 1981年4月 - 玉名市民図書館が開館。
- 2003年7月7日 - 横島町立図書館が開館。
- 2007年10月3日 - 旧玉名市・岱明町・横島町・天水町が合併。岱明町立図書館は玉名市岱明図書館に、横島町立図書館は玉名市横島図書館に改称。
- 2017年4月4日 - 旧岱明図書館の老朽化に伴い岱明支所2階に移転改修。
- 2018年7月 - 天水図書館が開館。

## 施設一覧
| 図書館           | 所在地                                             | 蔵書冊数 | 一般書  | 児童書 |
| ---------------- | -------------------------------------------------- | -------- | ------- | ------ |
| 玉名市民図書館   | 玉名市繁根木88-1（文化センター2F）                 | 141,189  | 99,748  | 41,441 |
| 玉名市岱明図書館 | 玉名市岱明町野口2129番地 玉名市役所岱明支所2階     | 42,134   | 27,276  | 14,858 |
| 玉名市横島図書館 | 玉名市横島町横島3810                               | 65,690   | 43,058  | 22,632 |
| 玉名市天水図書館 | 玉名市天水町小天7237番地1 玉名市天水市民センター内 | 11,803   | 7,662   | 4,141  |
| 計               |                                                    | 260,816  | 177,744 | 83,072 |

## 開館時間
- 玉名市民図書館
  - 火・木、10:00 - 19:00
  - 水・金・土・日・祝日、10:00 - 18:00
- 玉名市岱明図書館
  - 火・木・金・土・日・祝日、10:00 - 18:00
- 玉名市横島図書館
  - 平日、11：00 - 19：00
  - 土・日・祝日、10：00 - 18：00
- 玉名市天水図書館
  - 月・火・木・金・土・日・祝日、10:00 - 18:00

## 休館日
- 玉名市民図書館
  - 毎週月曜日、館内整理日（毎月第1木曜日、祝日の場合は翌日）、年末年始（12月28日から1月4日）、特別整理期間（毎年1回15日以内）
- 玉名市岱明図書館
  - 毎週月曜日、年末年始（12月28日から1月4日）、館内整理日（毎月第4木曜日、祝日の場合は翌日）、特別整理期間（毎年1回15日以内）
- 玉名市横島図書館
  - 毎週金曜日（金曜日が祝日の場合も休館）、館内整理日（毎月第4水曜日、但し第4水曜日が祝日の場合はその翌日）、年末年始（12月28日から1月4日）、特別整理期間（毎年1回15日以内）
- 玉名市天水図書館
  - 毎週水曜日、館内整理日（毎月第4月曜日、祝日の場合は翌日）、年末年始（12月28日から1月4日）、特別整理期間（毎年1回15日以内）